# 喬治·羅素 (賽車手)
喬治·威廉·羅素（英語：George William Russell，1998年2月15日—），英國賽車手，現時效力於梅賽德斯車隊，同時也是一级方程式車手協會的董事。

## 職業生涯

### 卡丁車
羅素生於英格蘭諾福克郡金斯林，自2006年開始駕駛卡丁車，並在2009年晉升至兒童組級別，贏得英國賽車協會錦標賽冠軍及英國公開賽冠軍。2010年，他轉戰羅泰克斯（Rotax）卡丁車挑戰賽Mini Max級別，贏得英國超級一（Super One British）、英國卡丁車明星方程式（Formula Kart Stars British）及卡丁車大師英國大獎賽（Kartmasters British Grand Prix）冠軍。羅素在2011年晉升至KF3級別，贏得美國超級卡丁車國際大賽（Superkarts! USA SuperNationals）冠軍，並連續兩年蟬聯國際卡丁車協會（CIK-FIA）歐洲冠軍。2013年，羅素在KF1 CIK-FIA世界錦標賽名列第19名，並結束了卡丁車職業生涯。

### 雷諾方程式2.0
2014年，羅素首次駕駛單人座賽車，參賽雷諾方程式2.0北歐盃錦標賽。最初，他先與普瑞馬車隊簽下一紙合約，但是，卻在賽季開始前幾日轉為效力科伊蘭寧車隊。雖然因病缺席蒙札分站，但他仍在年度積分榜取得第4名，並有一次在紅牛賽道頒獎台完賽的成績。
羅素也以外卡車手的身分參與了雷諾方程式2.0歐洲盃的兩場分站賽事，分別為科伊蘭寧及Tech 1車隊出賽莫斯科與賽季收官站赫雷斯分站。其中，他在赫雷斯更以桿位起跑奪冠。

### 四級方程式賽車
2014年，羅素也參戰英國車手俱樂部四級方程式錦標賽，效力於衛冕冠軍蘭南車隊（Lanan Racing）。他與隊友阿瓊·馬伊尼、HHC車隊（HHC Motorsport）雙雄塞南·菲爾丁及拉烏爾·海曼，在賽季收官站斯內特頓爭奪年度冠軍。自桿位起跑後，羅素贏得贏得他本賽季的第四座分站冠軍，同時以3分之差擊敗馬伊尼，取得該年度的車手冠軍。
拿下英國車手俱樂部四級方程式錦標賽冠軍後，羅素獲得為雅頓車隊至阿布達比亞斯碼頭賽道測試GP3賽車的機會。2014年12月，羅素擊敗亚历山大·阿尔本、本·巴尼科特、塞南·菲爾丁、塞布·莫里斯及哈里森·斯科特等入圍車手，成為有史以來最年輕的麥拉倫汽車運動BRDC獎得主，將獲得10萬英鎊的獎金、英國車手俱樂部會員資格，以及為麥拉倫車隊參與一級方程式賽車測試的機會。
2015年2月，羅素入選為英國車手俱樂部超級之星（SuperStars）計畫的12名車手之一，是該計畫有史以來最年輕的入選車手。

### 三級方程式賽車
2015年，羅素晉升至三級方程式賽車，為卡林車隊出戰國際汽車聯盟歐洲三級方程式錦標賽。他在賽季開幕站銀石的第二場賽事，取得三級方程式賽車生涯的首場勝利，與安東尼奧·焦維納齊及同為新秀的夏尔·勒克莱尔一同站上頒獎台。隨後，他又在斯帕-弗朗科爾尚及諾里斯林取得兩次頒獎台完賽，在年度積分榜上名列第6名。此外，他在新秀積分榜上獲得亞軍，僅次於夏尔·勒克莱尔。
2015年9月，羅素出賽舉辦於贊德沃特的三級方程式大師賽非錦標賽賽事。他在排位賽取得第4位的成績，最終在正賽中以第2名完賽，敗給隊友安東尼奧·焦維納齊。羅素原先計畫為卡林參賽澳門格蘭披治大賽車，不過車隊在賽前宣布改由日本車手金丸悠出賽。
2016年賽季，羅素轉隊至海泰克車隊，取得兩座分站冠軍，並在年度積分榜上名列第3名。

### GP3系列賽
2017年1月19日，羅素與ART大獎賽車隊簽約，將參戰2017年GP3系列賽。先前，他曾在2016年11月為該隊出席位於亞斯碼頭的季前測試。在当年比赛中，他以4场胜利总共220分获得了当年GP3系列赛的冠军。

### 二级方程式
2018年1月，拉塞尔确认将代表ART大奖赛车队参加二级方程式锦标赛。他在自己的新秀赛季上表现出众，以7场胜利积287分赢得了该年的二级方程式车手总冠军。

### 一級方程式賽車
2017年1月19日，羅素成為梅賽德斯青年車手計畫的一員。他曾在2017年的巴西大奖赛和阿布扎比大奖赛上代表印度力量车队参加第一节自由练习赛。

#### 威廉士車隊
2018年10月，威廉姆斯车队宣布與羅素签约，他将成为车队2019年的正式车手之一。
2020年12月，由於梅賽德斯車隊車手路易斯·漢米爾頓的COVID-19病毒檢測結果呈陽性，他在2020年薩基爾大獎賽的席位由羅素替補出場。而羅素的威廉姆斯车队席位由韩世龙代理。結果，在2020年12月6日的正賽，羅素在经历了包括被换错轮胎的种种意外后，最终以第九名完赛，并获得当场比赛的最快圈速，为他贏得了F1職業生涯中的首個積分。
2021年3月，羅素被任命為一级方程式車手協會董事，接替了現任董事羅曼·格羅斯讓，後者從一級方程式轉職至印地賽車後辭職。
2021年8月1日，2021年匈牙利大奖赛羅素以第9名帶回2分積分，這是他在威廉姆斯车队中首次拿到積分。之後塞巴斯蒂安·維泰爾因車檢問題遭取消成績，羅素遞補至第8名並拿到4分。

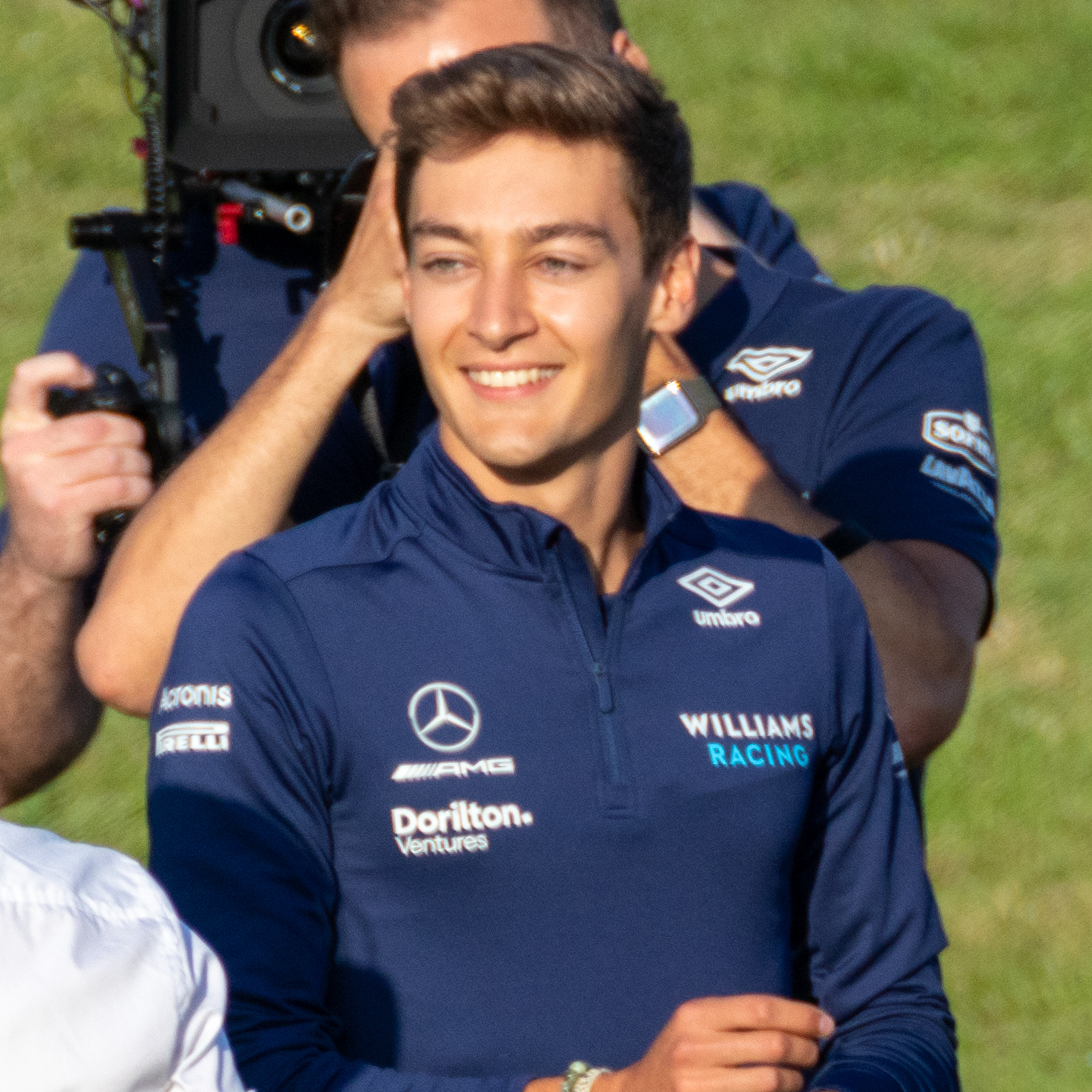
2021年效力於威廉士車隊的羅素

2021年8月28日，2021年比利时大奖赛上，羅素在下雨天的排位赛中获得第二名，为威廉姆斯车队继2017年意大利大奖赛的兰斯·斯托尔之后再次赢得头排发车。正賽由于受大雨影响，在3个多小时的时间中仅进行了3圈比赛，便再次以红旗终止。羅素从而獲得生涯第一座分站亞軍，但因全體未完賽而減半得分。

#### 梅賽德斯車隊
2021年9月7日，梅賽德斯車隊宣布，羅素将在下个赛季取代瓦尔特里·博塔斯正式加入车队，与七次一级方程式世界冠军车手刘易斯·汉密尔顿成为搭档。
2022年4月10日，2022年澳大利亚大奖赛上，拉塞尔獲得第三名，他从而獲得生涯第一座分站季軍，也是代表梅賽德斯車隊首登领奖台。
2022年7月30日，拉塞尔在2022年匈牙利大奖赛上，夺得生涯首个杆位，正賽贏得季軍。

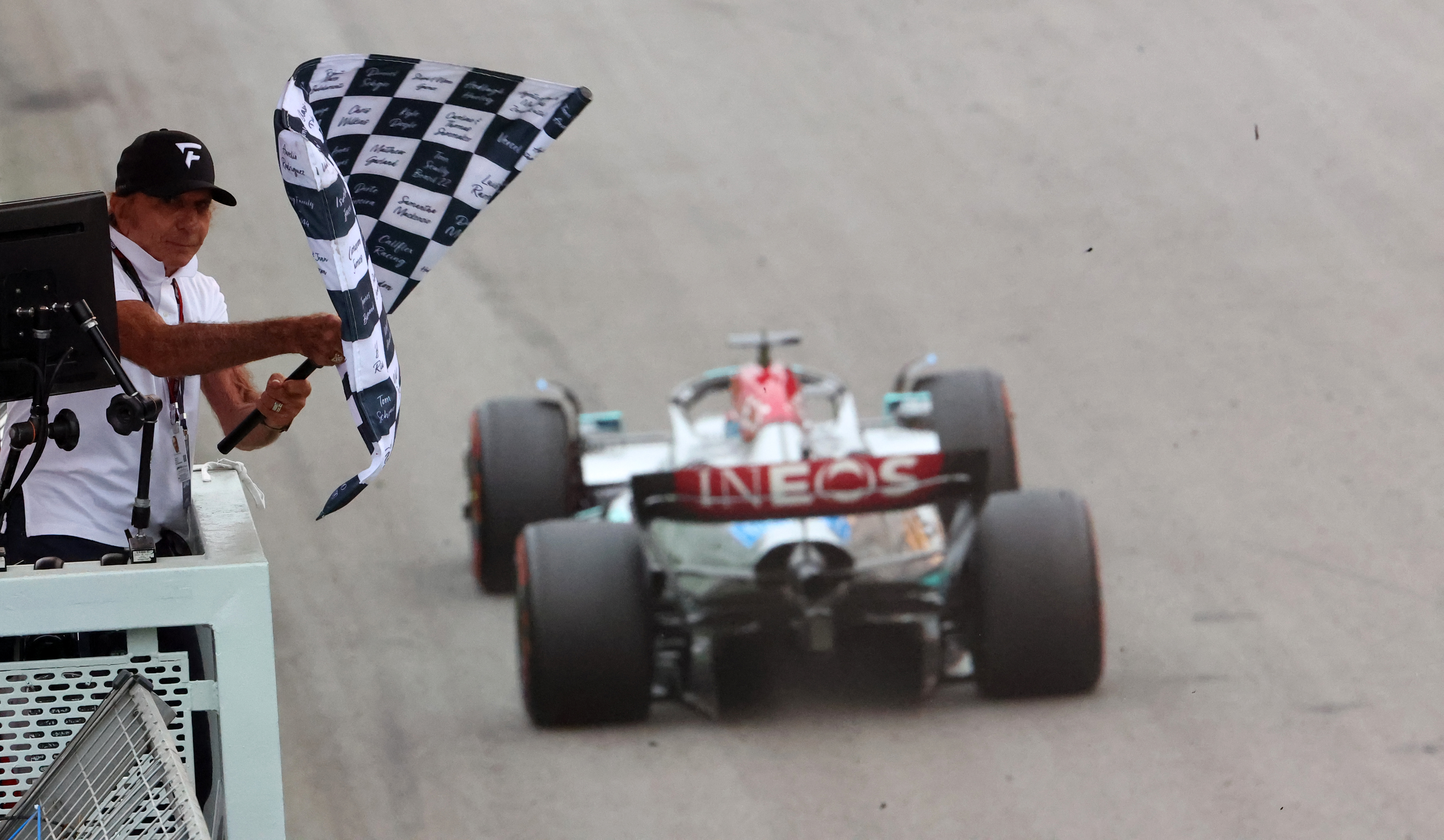
攝於2022年圣保罗大奖赛

2022年11月13日，拉塞尔在2022年圣保罗大奖赛上，於衝刺賽中得到第一名，並奪得生涯首次分站冠軍。
2024年6月30日，拉塞尔在2024年奧地利大獎賽上，贏得2024年首個分站冠軍。在2024年比利时大奖赛上，拉塞尔凭借一次停站的策略获得正赛冠军，但是因为其赛车赛后称重过轻不达标，被取消了冠军成绩。

## 賽車生涯成績

### 職業生涯摘要
| 賽季   | 賽事                             | 車隊                     | 出賽     | 分站冠軍 | 桿位     | 最快單圈 | 頒獎台   | 積分     | 排名     |
| ------ | -------------------------------- | ------------------------ | -------- | -------- | -------- | -------- | -------- | -------- | -------- |
| 2014年 | 英國車手俱樂部四級方程式錦標賽   | 蘭南車隊                 | 24       | 5        | 3        | 4        | 11       | 483      | 冠軍     |
| 2014年 | 雷諾方程式2.0北歐盃              | 科伊蘭寧車隊             | 12       | 0        | 0        | 0        | 1        | 123      | 第4      |
| 2014年 | 雷諾方程式2.0歐洲盃              | 科伊蘭寧車隊             | 2        | 0        | 0        | 0        | 0        | 0        | NC†      |
| 2014年 | 雷諾方程式2.0歐洲盃              | Tech 1車隊               | 2        | 1        | 1        | 1        | 1        | 0        | NC†      |
| 2015年 | 國際汽車聯盟歐洲三級方程式錦標賽 | 卡林車隊                 | 33       | 1        | 0        | 0        | 3        | 203      | 第6      |
| 2015年 | 三級方程式大師賽                 | 卡林車隊                 | 1        | 0        | 0        | 0        | 1        | N/A      | 亞軍     |
| 2016年 | 國際汽車聯盟歐洲三級方程式錦標賽 | 海泰克車隊               | 30       | 2        | 3        | 3        | 10       | 264      | 季軍     |
| 2016年 | 澳門格蘭披治大賽車               | 海泰克車隊               | 1        | 0        | 1        | 0        | 0        | N/A      | 第7      |
| 2017年 | GP3系列賽                        | ART大獎賽                | 15       | 4        | 4        | 5        | 7        | 220      | 冠軍     |
| 2017年 | 一級方程式賽車                   | 撒哈拉印度威力F1車隊     | 測試車手 | 測試車手 | 測試車手 | 測試車手 | 測試車手 | 測試車手 | 測試車手 |
| 2018年 | 國際汽車聯盟二級方程式賽車錦標賽 | ART大獎賽                | 24       | 7        | 5        | 6        | 11       | 287      | 冠軍     |
| 2019年 | 一級方程式賽車                   | 羅基特威廉斯車隊         | 21       | 0        | 0        | 0        | 0        | 0        | 第20     |
| 2020年 | 一級方程式賽車                   | 威廉斯車隊               | 16       | 0        | 0        | 0        | 0        | 3        | 第18     |
| 2020年 | 一級方程式賽車                   | 梅赛德斯车队             | 1        | 0        | 0        | 1        | 0        | 3        | 第18     |
| 2021年 | 一级方程式赛车                   | 威廉姆斯车队             | 22       | 0        | 0        | 0        | 1        | 16       | 第15     |
| 2022年 | 一级方程式赛车                   | 梅斯特斯-AMG馬石油F1車隊 | 22       | 1        | 1        | 4        | 8        | 275      | 第4      |
| 2023年 | 一级方程式赛车                   | 梅斯特斯-AMG馬石油F1車隊 | 22       | 0        | 0        | 1        | 2        | 175      | 第8      |
| 2024年 | 一级方程式赛车                   | 梅斯特斯-AMG馬石油F1車隊 | 24       | 2        | 4        | 2        | 4        | 245      | 第6      |

* 賽季進行中。
† 以外卡車手身分參賽，未具積分資格。

### 一级方程式赛车成绩
（图例）（粗体为杆位出赛，斜体为最快圈速）
| 赛季 | 车队                     | 底盘          | 引擎                                  | 1       | 2        | 3      | 4      | 5       | 6        | 7      | 8      | 9     | 10     | 11       | 12     | 13       | 14     | 15      | 16     | 17      | 18    | 19      | 20       | 21      | 22     | 23   | 24   | 名次 | 积分 |
| ---- | ------------------------ | ------------- | ------------------------------------- | ------- | -------- | ------ | ------ | ------- | -------- | ------ | ------ | ----- | ------ | -------- | ------ | -------- | ------ | ------- | ------ | ------- | ----- | ------- | -------- | ------- | ------ | ---- | ---- | ---- | ---- |
| 2017 | 撒哈拉印度威力 F1車隊    | 印度威力VJM10 | 梅賽德斯F1 M08 EQ Performance 1.6 V6t | 澳      | 中       | 巴林   | 俄     | 西      | 摩       | 加     |        | 奧    | 英     | 匈       | 比     |          | 新     | 馬      | 日     | 美      | 墨    | 巴西 TD | 阿布 TD  |         |        |      |      | –    | –    |
|      |                          |               |                                       |         |          |        |        |         |          |        |        |       |        |          |        |          |        |         |        |         |       |         |          |         |        |      |      |      |      |
| 2019 | 羅基特威廉斯車隊         | 威廉斯FW42    | 梅賽德斯F1 M10 EQ Performance 1.6 V6t | 澳 16   | 巴林 15  | 中 16  | 15     | 西 17   | 摩 15    | 加 16  | 法 19  | 奥 18 | 英 14  | 德 11    | 匈 16  | 比 15    | 14     | 新 Ret  | 俄 Ret | 日 16   | 墨 16 | 美 17   | 巴西 12  | 阿布 17 |        |      |      | 第20 | 0    |
| 2020 | 威廉斯車隊               | 威廉斯FW43    | 梅賽德斯F1 M11 EQ Performance 1.6 V6t | 奥 Ret  | 16       | 匈 18  | 英 13  | 周年 18 | 西 17    | 比 Ret | 14     | 托 11 | 俄 18  | 艾費 Ret | 葡 14  | 艾米 Ret | 土 16  | 巴林 12 |        | 阿布 15 |       |         |          |         |        |      |      | 第18 | 3    |
| 2020 | 梅賽德斯AMG 馬石油F1車隊 | 梅赛德斯W11   | 梅賽德斯F1 M11 EQ Performance 1.6 V6t |         |          |        |        |         |          |        |        |       |        |          |        |          |        |         | 薩 9   |         |       |         |          |         |        |      |      | 第18 | 3    |
| 2021 | 威廉斯車隊               | 威廉斯FW43B   | 梅賽德斯F1 M12 EQ Perofrmance 1.6 V6t | 巴林 14 | 艾米 Ret | 葡 16  | 西 14  | 摩 14   | 亞塞 17† | 法 12  | 史 Ret | 奧 11 | 英 12  | 匈 8     | 比 2‡  | 荷 17†   | 9      | 俄 10   | 土 15  | 美 14   | 墨 16 | 聖保 13 | 卡 17    | 沙 Ret  | 阿 Ret |      |      | 第15 | 16   |
| 2022 | 梅赛德斯AMG 马石油F1车队 | 梅赛德斯W13   | 梅賽德斯F1 M13 EQ Power+ V6t          | 巴林 4  | 沙 5     | 澳 3   | 艾米 4 | 迈 5    | 西 3     | 摩 5   | 3      | 加 4  | 英 Ret | 奥 4     | 法 3   | 匈 3     | 比 4   | 荷 2    | 3      | 新 14   | 日 8  | 美 5    | 墨 4     | 圣保 1  | 阿 5   |      |      | 第4  | 275  |
| 2023 | 梅赛德斯AMG 马石油F1车队 | 梅赛德斯W14   | 梅賽德斯F1 M14 E Performance V6t      | 巴林 7  | 沙 4     | 澳 Ret | 8      | 迈 4    | 摩 5     | 西 3   | 加 Ret | 奥 7  | 英 5   | 匈 6     | 比 6   | 荷 17    | 5      | 新 16†  | 日 7   | 卡 4    | 美 5  | 墨 6    | 圣保 Ret | 拉 8    | 阿 3   |      |      | 第8  | 175  |
| 2024 | 梅赛德斯AMG 马石油F1车队 | 梅赛德斯W15   | 梅賽德斯F1 M15 E Performance V6t      | 巴林 5  | 沙 6     | 澳 17† | 日 7   | 中 6    | 迈 8     | 艾米 7 | 摩 5   | 加 3  | 西 4   | 奥 1     | 英 Ret | 匈 8     | 比 DSQ | 荷 7    | 7      | 3       | 新 4  | 美 6    | 墨 5     | 圣保 4  | 拉 1   | 卡 4 | 阿 5 | 第6  | 245  |
| 2025 | 梅赛德斯AMG 马石油F1车队 | 梅赛德斯W16   | 梅賽德斯F1 M16 E Performance V6t      | 澳 3    | 中 34    | 日 5   | 巴林 2 | 沙 5    | 迈 34    | 艾米 7 | 摩     | 西    | 加     | 奥       | 英     | 比       | 匈     | 荷      |        |         | 新    | 美      | 墨       | 圣      | 拉     | 卡   | 阿布 | 第4  | 99   |

* 賽季進行中。
†未完赛，但已完成赛事总里程的90%。

‡由於未能完成原定賽程的75%，車手只有一半分數。

## 外部連結
- 官方网站
- 喬治·羅素 在DriverDB.com上的职业生涯数据（英文）
- 英國車手俱樂部上的車手頁面（页面存档备份，存于）

| 體育角色             | 體育角色                                   | 體育角色             |
| -------------------- | ------------------------------------------ | -------------------- |
| 前任： 夏尔·勒克莱尔 | 二级方程式锦标赛 冠軍 2018年               | 繼任： 尼克·德弗里斯 |
| 前任： 夏尔·勒克莱尔 | GP3系列赛 冠軍 2017年                      | 繼任： 安托万·于贝尔 |
| 前任： 傑克·休斯     | 英國車手俱樂部四級方程式錦標賽 冠軍 2014年 | 繼任： 威爾·帕爾默   |
| 獎項                 |                                            |                      |
| 前任： 麥特·佩瑞     | 麥拉倫汽車運動BRDC獎 2014年                | 繼任： 威爾·帕爾默   |